# Johan Kvart
Johan Mikael Kvart, född 23 mars 1959, är en svensk jurist som var lagman i Värmlands tingsrätt från 2007 till 2010, i Göteborgs tingsrätt från 2016 till 2020 samt i Malmö tingsrätt från 2021 till sin pensionering 2024. 
Kvart tjänstgjorde under åren 1993 till  2000 i Justitiedepartementet. Han utnämndes 15 juni 2000 till rådman i Ängelholms tingsrätt, blev 2007 lagman i Värmlands tingsrätt och utnämndes 9 september 2010 till rådman i Helsingborgs tingsrätt, där han  den 27 oktober 2011 utnämndes till chefsrådman. Han utnämndes 21 april 2016 till lagman i Göteborgs tingsrätt och den 3 december 2020 till lagman i Malmö tingsrätt